# Прогрессивная партия (Израиль)
Прогрессивная партия (ивр. מפלגה פרוגרסיבית‎) — израильская леволиберальная партия, действовавшая с 1948 по 1961 год, когда она стала одной из составляющих Либеральной партии, после чего прекратила своё существование.
В 1965 году, не согласившись с объединением Либеральной партии и движения «Херут» в блок «ГАХАЛ», бывшие члены Прогрессивной партии создали партию Независимых либералов.

## Истоки
Прогрессивная партия была создана в 1948 году накануне первых выборов в Кнессет на базе организаций «Ционим клалиим алеф» («Брит ционим клалиим») из группы «Общие Сионисты (А)», организации «ха-Овед ха-Циони» («Сионистский труженик») и организации «Алия ха-Хадаша» («Новая Алия») репатриантов из Германии, активных еще до провозглашения независимости Израиля, и состоявших в основном из выходцев из Центральной Европы.

## Политическая деятельность
На выборах в Кнессет 1-го созыва, прошедших 25 ноября 1949 года, партия получил 5 мандатов, вошла в правительственную коалицию Давида Бен-Гуриона (партия «МАПАЙ») и была участницей 1-го и 2-го правительств.
Членами первого кнессета стали Авраам Гранот, Идов Коэн, Иешияху Фёрдер, Изхар Харари и Пинхас Розен, ставший первым министром юстиции Израиля.
На выборах в Кнессет 2-го созыва, прошедших 30 июля 1951 года, партия потеряла один мандат, и не была включена в первоначальный состав правительственной коалиции Бен-Гуриона, но позже вошла в 4-е правительство в качестве замены религиозным партиям, вышедших из правительства из-за противоречий по вопросам религиозного образования. После отставки Бен-Гуриона с поста премьер-министра, они вышли из правительственной коалиции.
На выборах в Кнессет 3-го созыва, прошедших 30 июля 1955 года, партия вернулась к 5 мандатам и входила в 7-й и 8-й составы правительства.
На выборах в Кнессет 4-го созыва, прошедших 3 ноября 1959 года, партия получила 6 мандатов и по-прежнему оставалась в правительственной коалиции Бен-Гуриона.

## Создание Либеральной партии
К концу работы Кнессета 4-го созыва, на базе «Прогрессивной партии» и «Партии общих сионистов», имевшей 8 мест в кнессете, была создана Либеральная партия. На выборах в Кнессет 5-го созыва, прошедших 15 августа 1961 года, партия получила 17 мест, столько же, сколько и партия «Херут» под руководством Менахема Бегина. Суммарное количество мандатов от этих партий было вторым по величине после партии «МАПАЙ» (42 места) под руководством Бен-Гуриона.

## Раскол и создание партии «Независимых либералов»
В 1965 году руководство Либеральной партии и движения «Херут» провело совещания по поводу возможного их объединения. Семь её депутатов, в основном от бывшей «Прогрессивной партии», во главе с П. Розеном, не согласились с таким решением и создали 16 марта 1965 года новую партию «Независимых либералов». 25 мая 1965 года оставшаяся часть либеральной партии объединилась с «Херутом» в блок «ГАХАЛ» под руководством М. Бегина. Все стороны продолжали функционировать до конца каденции кнессета как независимые фракции.